# Clayton (Delaware)
Clayton é uma vila localizada no estado americano de Delaware, nos condados de Kent e New Castle, em um pequena área neste último. Faz parte da área metropolitana de Dover. Com quase 4 mil habitantes, de acordo com o censo nacional de 2020, é a 12ª localidade mais populosa do estado e também a 9ª mais densamente povoada.
Recebeu o nome em homenagem a John Middleton Clayton, um proeminente advogado e político de Delaware do século XIX.

## Geografia
De acordo com o Departamento do Censo dos Estados Unidos, a vila tem uma área de 0,5 km², dos quais todos os 0,5 km² estão cobertos por terra.

### Localidades na vizinhança
O diagrama seguinte representa as localidades num raio de 16 km ao redor de Clayton. 

## Demografia
Desde 1900, o crescimento populacional médio, a cada dez anos, é de 18,0%.

### Censo 2020
Segundo o censo nacional de 2020, a sua população é de 3 961 habitantes e sua densidade populacional de 785,3 hab/km². Seu crescimento populacional na última década foi de 35,7%, bem acima do crescimento estadual de 10,2%. É a 12ª localidade mais populosa do Delaware.
Possui 1 356 residências que resulta em uma densidade de 268,8 residências/km² e um aumento de 28,4% em relação ao censo anterior. Deste total, 3,5% das unidades habitacionais estão desocupadas. A média de ocupação é de 3,0 pessoas por residência.
A renda familiar média é de 82 500 dólares e a taxa de emprego é de 68,9%.

## Marcos históricos
O Registro Nacional de Lugares Históricos lista quatro marcos históricos em Clayton. O primeiro marco foi designado em 19 de junho de 1973 e o mais recente em 12 de dezembro de 2002, o St. Joseph's Industrial School.